# Psychologie und Weltanschauung

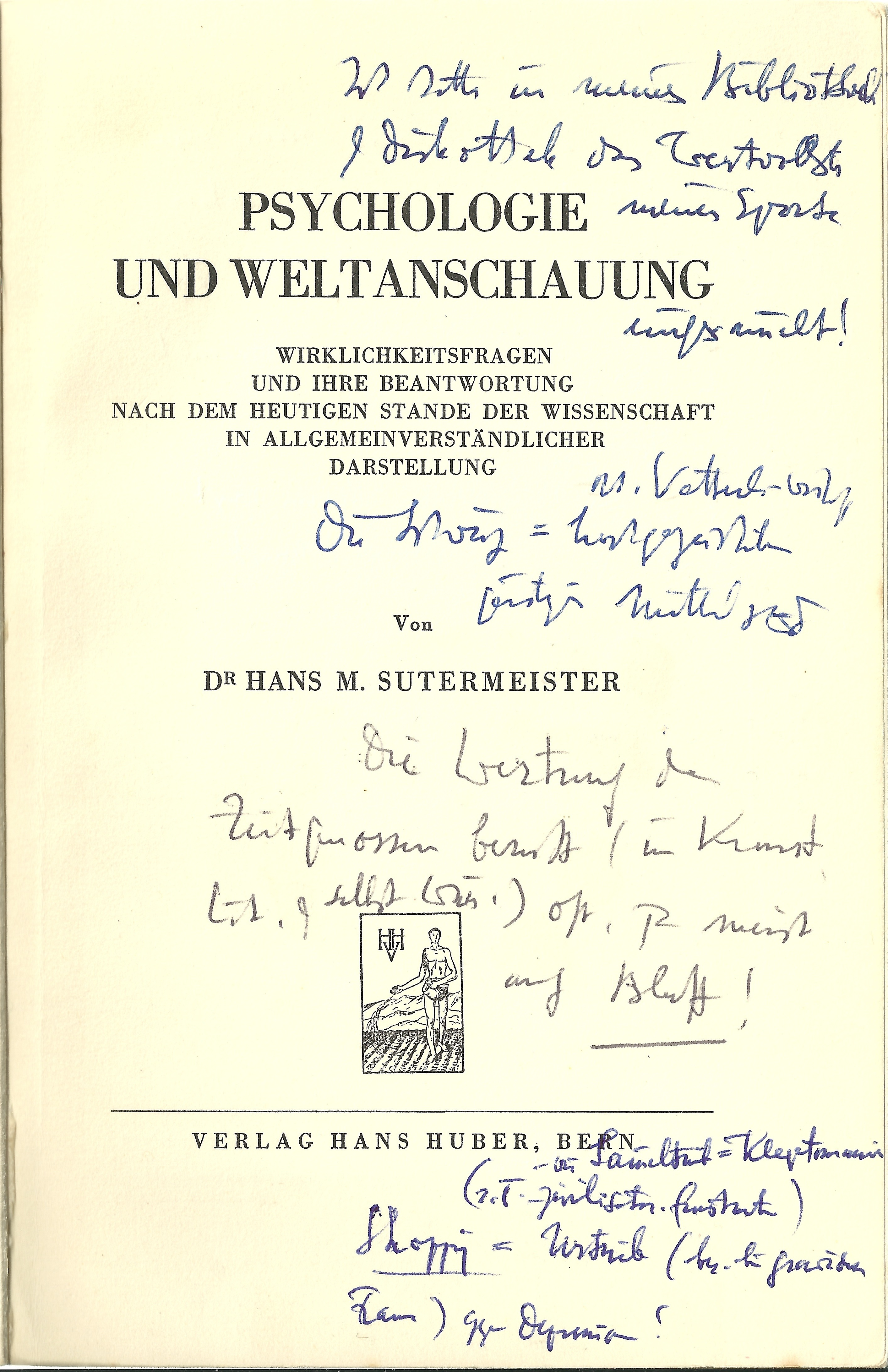
Cover eines Handexemplars in der Burgerbibliothek Bern

Psychologie und Weltanschauung: Wirklichkeitsfragen und ihre Beantwortung nach dem heutigen Stande der Wissenschaft in allgemeinverständlicher Darstellung ist ein Buch von Hans Martin Sutermeister. Das populärwissenschaftliche Werk wurde 1944 im Hans Huber Verlag in Bern veröffentlicht. Der darin erklärte Begriff der Angstregression wurde in Uwe Henrik Peters’ Lexikon Psychiatrie, Psychotherapie, Medizinische Psychologie aufgenommen.

## Inhalt
Gemäss Mario von Galli vertritt Sutermeister in Psychologie und Weltanschauung folgende sieben Thesen:
1. «Die Menschheit ist in der Entwicklung begriffen vom Menschentum des reinen Hirnstammbewusstseins zum Menschentum des Hirnrindebewusstseins.»
2. «Diese Entwicklung wird zwar von jedem Menschen individuell rekapituliert, d. h. er muss sie durchmachen, wobei sich jedoch diese Rekapitulation von Generation zu Generation schneller vollzieht.»
3. «Nur der Hirnrindemensch ist der eigentliche Logiker und erarbeitet in Mathematik, Naturwissenschaft unverfälschtes Wissen.»
4. «[D]as Individuum [ist] sich Selbstzweck, sein Lebenssinn ist die Selbstentwicklung.»
5. «Metaphysik, Musik, Kunst, Religion, aber auch die soziale Schichtung der Menschen sind Ausdruck der prälogisch-magischen, katathymen Haltung.»
6. «Die Hauptursache der heutigen Weltkrise ist darin zu suchen, dass der Mensch die eigentlich logischen, naturwissenschaftlichen Erkenntnisse in seinem Leben nicht anwendet, sondern immer wieder zurückfällt (‹regrediert›) in prälogische Verhaltensweisen.»
7. «Die Überwindung der Gegenwartskrise verlangt die Angleichung der praktischen Lehensauffassung an die Theorie, an die Logik.»[2]

## Kontext

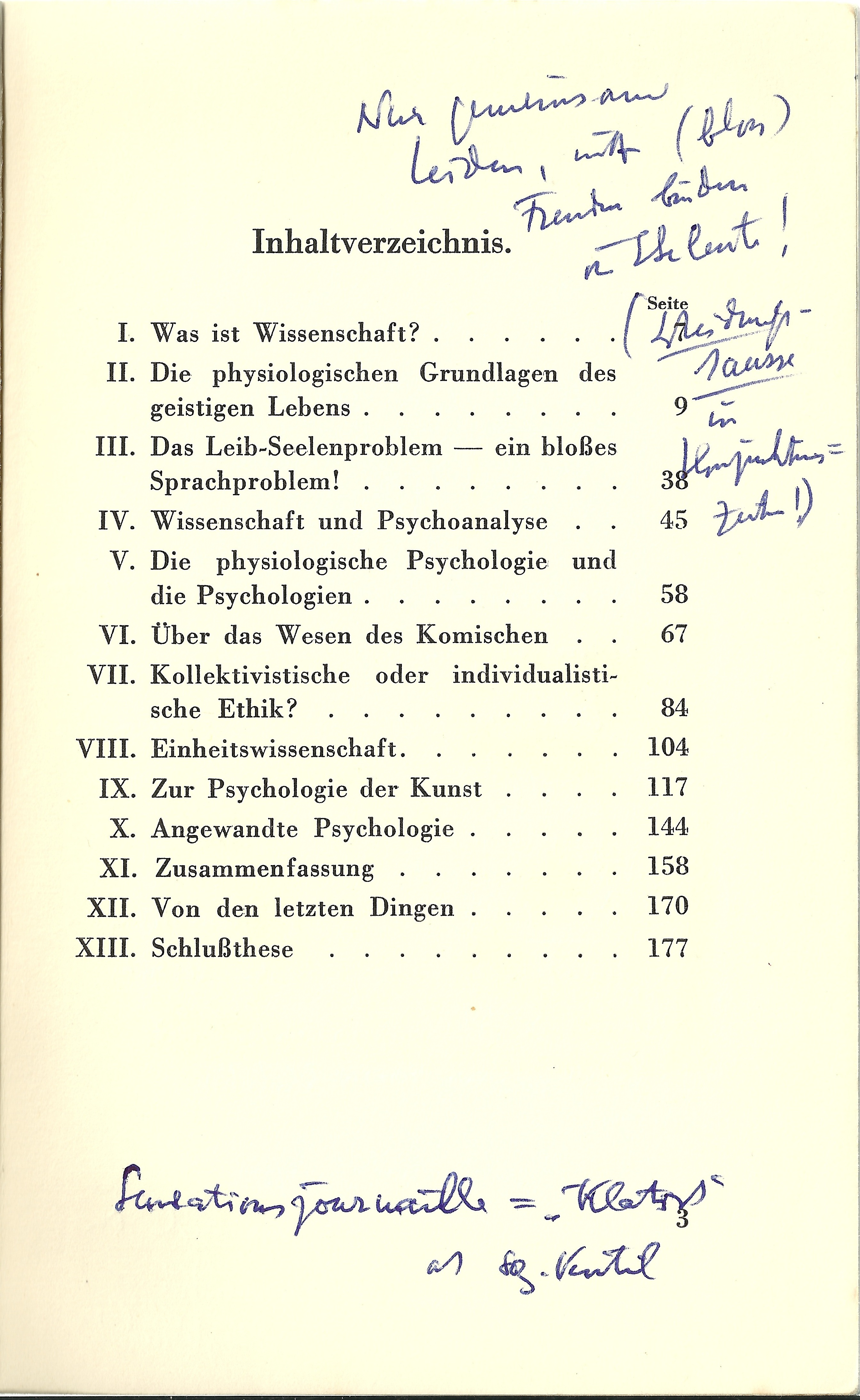
Inhaltsverzeichnis

Hans Martin Sutermeister veröffentlichte Psychologie und Weltanschauung im «Anschluss an eine Internationale Tagung in Zürich 1942 unter C. G. Jung, die diesem Thema gewidmet war … aber beinahe ohne Echo, denn der ‹Pansexualismus› und Totalitätsanspruch der Psychoanalyse war noch unerschüttert».
Sutermeister selbst zählte das Buch zu seinen «hauptsächlichsten Arbeiten» auf dem Gebiet der medizinischen Psychologie, neben seinen Schriften Über psychosomatische Medizin (1946), Film und Psychohygiene (1955) und Über Rhythmusforschung in der Medizin (1949) Mario von Galli betrachtete Psychologie und Weltanschauung als Höhepunkt einer Reihe neopositivistischer Schriften, zu denen Alte und neue Logik (1942), Verstehende oder erklärende Psychologie? (1942) und Nomen atque Omen (1942) gehören: Texte, in denen Sutermeister «für eine rein logische, metaphysikfreie, allen ‹geisteswissenschaftlichen Verdunkelungsversuchen› feindliche Weltanschauung» kämpft.

## Rezeption

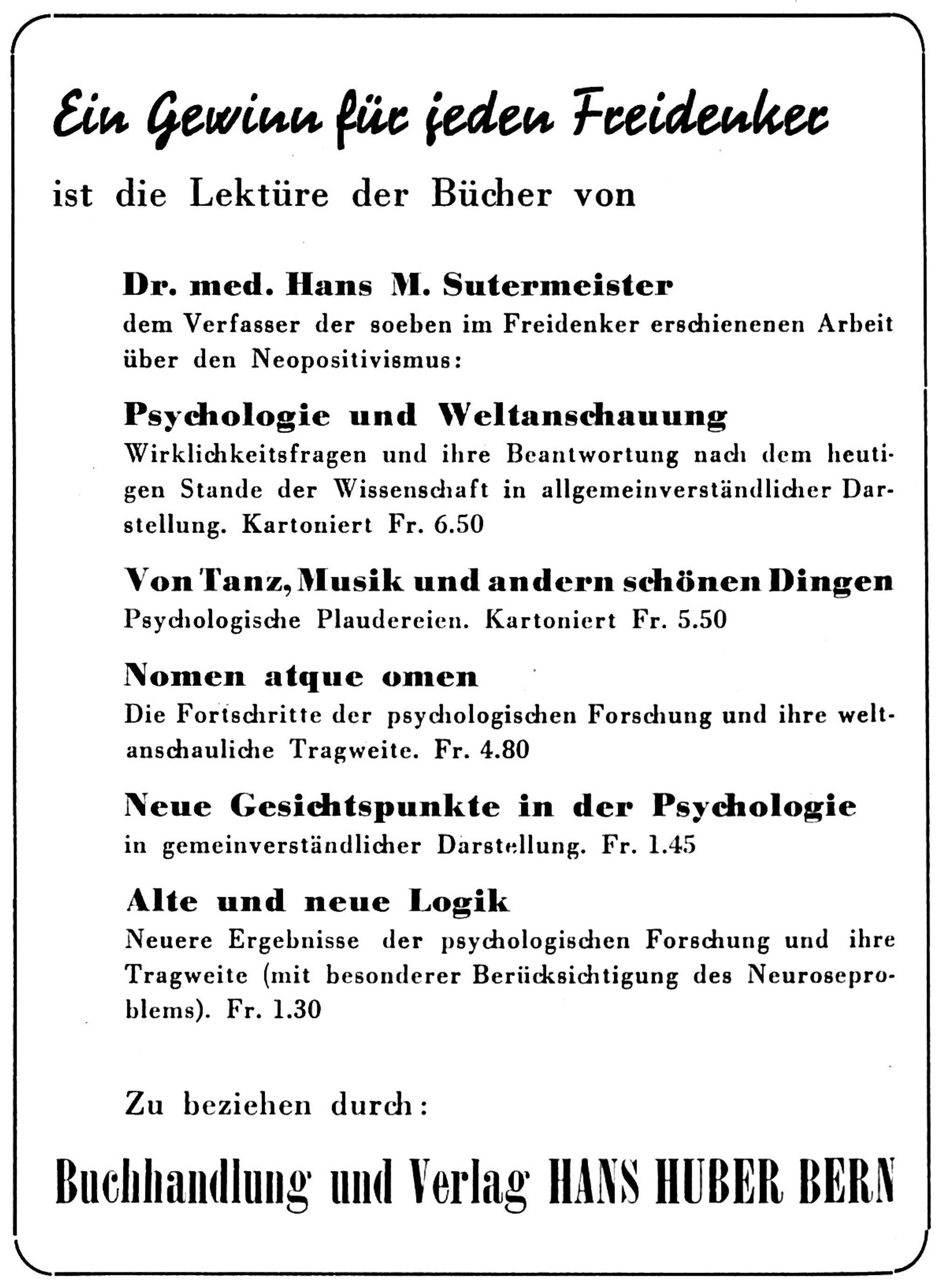
Anzeige des Hans Huber Verlags im Organ der Freidenker-Vereinigung der Schweiz, 1945

Von monistischen Psychologen wie Hans Rudolf Oehlhey (1947) wurde Psychologie und Weltanschauung gelobt. Und Walther Saupe (1944) schreibt über Psychologie und Weltanschauung:
Der Zürcher Student schrieb, Das Buch versuche, eine wissenschaftliche Weltanschauung zu begründen, biete jedoch eine stark vereinfachte Lehre. Es erfasse den Menschen nicht ganzheitlich und strebe Einheit auf Kosten der Ganzheit an, was zu Widerspruch einladen würde.

«Hans Sutermeister sucht mit der durch seinen Untertitel klarumschriebenen Zielsetzung und geistigen Haltung der europäischen Krisenlage von seiten einer mehr an C. G. Jung als an Wundt orientierten ‹physiologischen Psychologie› abzuhelfen. Sein an Nietzsches kulturpsychologischer Entzauberung entzündetes Ethos, seine umfassenden Kenntnisse in Medizin und Soziologie, schließlich sein an der um James Joices [sic] berühmten ‹Ulysses› entstandenen Literatur (Bernh. Fehr, E. Rob. Curtius) geschulter Vortragsstil machen das Buch zu einer Fundgrube fesselnder Gedanken und Vorschläge zur sozialen Psychotherapie der nächsten Zukunft, wenn auch die ethische Überzeugungskraft eines Leop. von Wiese (‹Homo sum …› Jena 1940) oder Ernst Harms (‹Psychologie und Psychiatrie›, Leiden 1939) nur selten erreicht wird.»

Für Wolfgang Goetz (1946) gehen in Psychologie und Weltanschauung

«Positivismus und Materialismus … einen bedenklichen Bund ein. … Sutermeister … blickt spöttisch auf den Mystizismus und alle Metaphysik. Aber warum wiederholt er sich unaufhörlich? Das klingt nach Demagogie, und Demagogie ist in ihren tiefsten Gründen angstvolle Unsicherheit. …»

Von geistlicher Seite wurde Psychologie und Weltanschauung differenzierter kritisiert. Besonders Psychologie und Weltanschauung machte Sutermeister gemäss Gebhard Frei zu einem „nahmhaften Vertreter“ der physiologischen Psychologie in der Schweiz. So zeigt sich für Frei (1946) «im Schrifttum von Sutermeister … die große Gefahr und Einseitigkeit, die der physiologischen Psychologie droht, dass sie einen rein positivistischen Wissenschaftsbegriff nicht überwinden kann». Frei kritisiert anhand einiger Sutermeister-Zitate die Betonung des erkenntnistheoretischen «Materialismus als einzig wissenschaftliche Grundlage», u. a. Sutermeisters Forderung einer neuen und definitiven «Aufklärung zur Überwindung alles Glaubens und aller idealistischen Wissenschaft», dessen individualistische Ethik und Relativierung «ehelicher Sittlichkeit».

«Man vergleiche etwa, wie katastrophal, trotz sehr gescheiter Bemerkungen über Jazz und modernen Tanz, die Darlegungen im angezogenen Buch über die Kunst sind. … Würde die Geistesentwicklung geradlinig verlaufen, wie Sutermeister stillschweigend voraussetzt, dann würde der materialistischen Psychologie ohne Psyche die Zukunft gehören. Alles deutet aber darauf hin, dass die Geistesgeschichte spiralförmig verläuft und wir an einer Zeitenwende stehen.»

In gleicher Linie kritisiert ausführlich Mario von Galli (1945) eine Gesamtheit von Sutermeisters neopositivistischen Schriften: Sutermeister erinnere an Oswald Spengler oder an Alfred Rosenbergs Mythus des 20. Jahrhunderts, liesse aber «alles abstrakt, unplastisch» und springe skrupelloser um mit Materialien als jene. Er zeige psychologisch

«eine vollkommene Verständnislosigkeit für alle neuen Einsichten der ‹verstehenden› Psychologie, der Ganzheitspsychologie, als auch etwa der Tiefenpsychologie eines C. G. Jung, die für ihn nur ‹geisteswissenschaftliche Verdunkelungsversuche› sind … Hinter dem zerrissenen Menschenbild eines Sutermeister oder Ludwig Klages aber wird immer wieder, der Geist Kants sichtbar, der mit seiner Zweiteilung der Vernunft in eine ‹reine› und ‹praktische› den tiefen Riss philosophisch legitimierte…»

Was gemäss dem katholischen italienischen Arzt und Psychologen Agostino Gemelli (1948) in Psychologie und Weltanschauung resultierte, ist ein «Gemisch von neurologischen, psychoanalytischen und philosophischen Daten mit einer materialistischen Philosophie».
Die letzte Rezeption des Buches stammt von Leopold von Wiese, der ihm in seinem Buch Ethik in der Schauweise der Wissenschaften vom Menschen und von der Gesellschaft den letzten Teil des Kapitels „Haupttypen der Ethik“ der Psychologie und Weltanschauung widmete. Für von Wiese stellt Sutermeisters Buch eine auf die Spitze getriebene Form der von ihm kritisierten Individualethik dar:

«Die skeptische Haltung … leugnet überhaupt die Sollsphäre, schließlich die Beachtlichkeit des Subjektiven. Sie kennt nur eine Wirklichkeit; das ist die sichtbare Stoffwelt. In ihr wird jede Ethik, auch die zur Ethik erhobene Politik, Ästhetik oder Wirtschaftstheorie zur bloßen Fiktion im Verkehr der Menschen und zu einem Mittel des Betrugs anderer und des Selbstbetrugs.»

In den weiteren Seiten analysiert von Wiese Psychologie und Weltanschauung. Er geht davon aus, dass Sutermeisters Denkweise „den Vorzug einer (soweit wir es beurteilen können) guten Kenntnis der modernen Gehirnanatomie und -physiologie aufweist“:

«Die Kategorien der Ethik werden hier überhaupt aufgelöst. An die Stelle des Dualismus von Gut und Böse tritt der Gegensatz «harmlos» (sympathisch) und «gefährlich». Das, was geringere Macht als wir selbst besitzt, das vergleichsweise «Kleine» erscheine uns sympathisch; wir schätzten z. B. die Freundschaft, weil wir mit dem Freunde eine Interessengemeinschaft eingingen und in ihr unsere eigene Macht steigern könnten. Was uns gefährlich sei, erscheine uns hingegen als böse.»

Von Wiese kommt zu folgender These:

«Die von Sutermeister geteilte materialistische Geschichtsauffassung verwechselt Grund und Folge, wenn sie annimmt, die Relativisierung der objektiven Wirklichkeit, die die Geisteswissenschaften vornehmen, geschehe nur, um einen der Oberschicht nützlichen Glauben zu retten. Diese Deutung ist vielmehr das Erzeugnis eines Soziologismus aus Ressentiment.»

### „Angstregression“
Sutermeisters in Psychologie und Weltanschauung verwendeter Begriff der Angstregression fand Eingang in Uwe Henrik Peters Lexikon Psychiatrie, Psychotherapie, Medizinische Psychologie: Angstregression sei eine durch „Angst ausgelöste Rückstufung des Verhaltens auf biologisch ältere Entwicklungsstufen; Beispiele sind Totstellreflex (Schreckstarre) oder Bewegungssturm. I.w.S. jede ‚primitive‘ Verhaltensweise in Angstsituationen.“

## Grundbegriffe der Psychologie von heute

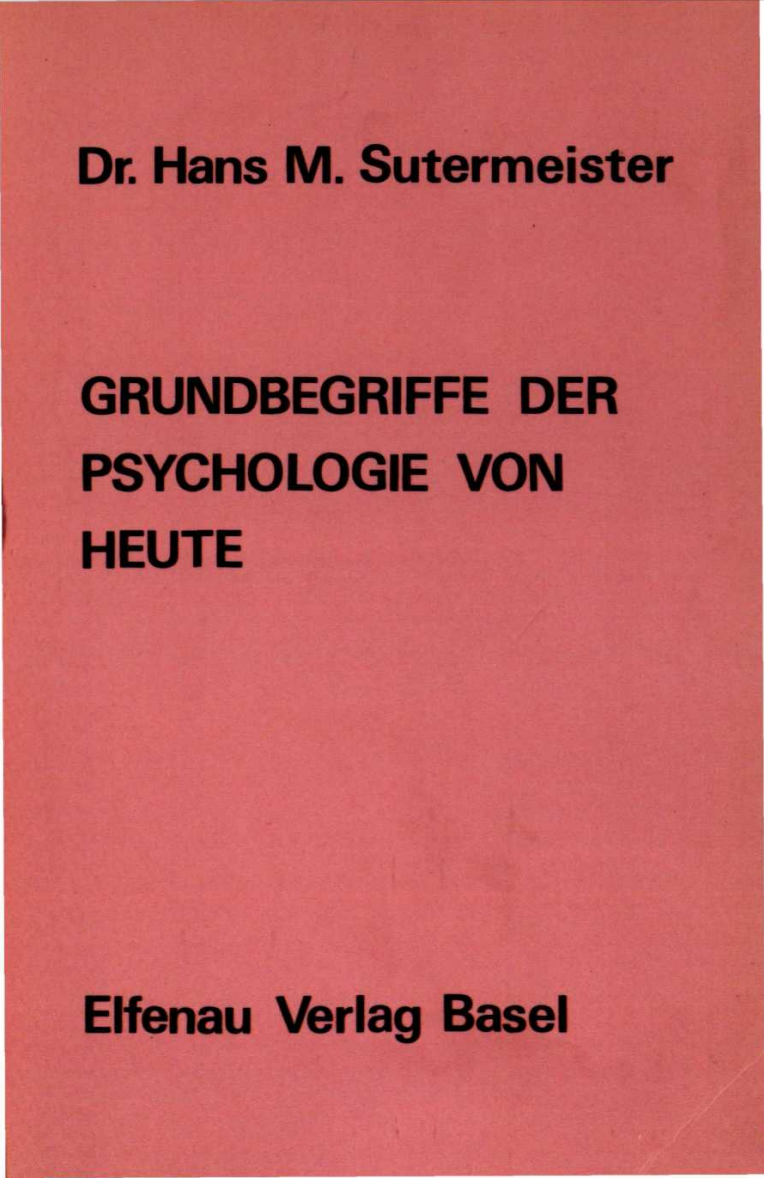
Cover von Grundbegriffe der Psychologie von heute (1976)

Das Thema Psychologie und Weltanschauung setzte Sutermeister fort und veröffentlichte 1976 im Selbstverlag Grundbegriffe der Psychologie von heute. Das 500-seitige Buch war seine letzte und umfangreichste psychologische Schrift. Es basierte auf einer Vortragsreihe an der Volkshochschule Bern.

„Wer einmal von dieser Leidenschaft erfasst ist, ‘psychologisch’ den Dingen auf den Grund zu gehen, hinter die Fassaden des Alltagslebens zu sehen, der muss, wie bei einem spannenden Kriminalroman, weiterlesen. Wie wir in ‘Psychologie und Weltanschauung’ früher schon ausführten, ist aber Psychologie im Grunde mehr als das. Sie ist für den, der sich ein umfassendes Weltbild, eine verantwortungsbewusste ‘Weltanschauung’ aufbauen will, um seinem Lebensplan Sinn und Richtung zu geben, eine unerlässliche Grundlage.“

Sutermeisters Ziel war, die populäre Psychologie, die sich hauptsächlich auf deskriptive Vermögenspsychologie konzentrierte, zu kritisieren. Das Buch markierte den Höhepunkt von Sutermeisters methodologischem Anarchismus, bei dem er bewusst auf die Präsentation von Forschungsmethoden verzichtete. Stattdessen verwendete er Beispiele aus dem täglichen Leben und verlieh dem Werk autobiografische Züge. Otto Scrinzi lobte das Buch und Rosemarie Doms bezeichnete es als „Hilfe für den psychologische Laien“. Rémy Droz und Hans Szewczyk kritisierten es als unfreiwillige Parodie der aufkommenden populärwissenschaftlichen Soziobiologie.

### Ausgabe
- Hans Martin Sutermeister: Psychologie und Weltanschauung: Wirklichkeitsfragen und ihre Beantwortung nach dem heutigen Stande der Wissenschaft in allgemeinverständlicher Darstellung. Hans Huber Verlag, Bern 1944, DNB 57660562X, LCCN 45-021129, OCLC 602245072. (Volltext in e-Helvetica)

### Sekundärliteratur
- Walther Saupe: Buchbesprechung. In: Zeitschrift für pädagogische Psychologie und Jugendkunde. Band 45, 1944, S. 63.
- gm: Buchbesprechung. In: Zürcher Student. Band 22, Nr. 6, November 1944, S. 131 (e-periodica.ch [abgerufen am 30. Dezember 2024]).
- Neue Psychologie auf der Suche nach den Ursachen der geistigen Gegenwartskrise: Zu den Thesen Hans Sutermeisters. In: Mario von Galli (Hrsg.): Apologetische Blätter. Band 9, Nr. 9. Zürich 15. Mai 1945, S. 81–83 (orientierung.ch [abgerufen am 15. Januar 2013]).
- Paul Pulver: Hans M. Sutermeister. Psychologie und Weltanschauung. In: Bernischer Lehrerverein (Herausgeber): Berner Schulblatt, Band 78 (1945–1946), Heft 15, S. 249–250.
- Agostino Gemelli: Buchbesprechung. In: Archivio di psicologia, neurologia e psichiatria. Band 7, 1946, S. 227.
- Gebhard Frei: Psychologie, Parapsychologie und Weltanschauung. In: Schweizer Rundschau. Band 46, Nr. 7/8 (Oktober/November), 1946, S. 585–593.
- Wolfgang Goetz: Allerlei Bücher. In: Berliner Hefte für geistiges Leben. Band 1, Nr. 6. Wedding Verlag, Berlin November 1946, S. 479 f.
- Leopold von Wiese: Ethik in der Schauweise der Wissenschaften vom Menschen und von der Gesellschaft. Unverändert; neu mit Schlagwortregister. 2. Auflage. Francke Verlag, Bern 1960, DNB 455522359, OCLC 837372, IX [letzter Teil des Kapitels „Haupttypen der Ethik“], S. 102–109.
- Hans Rudolf Oehlhey: Buchbesprechung. von Psychologie und Weltanschauung. In: Aufbau: Kulturpolitische Monatsschrift. Band 3, Nr. 3. Berlin 1947, S. 282 f.
- Agostino Gemelli: Buchbesprechung. In: Scientia: rivista di scienza. Band 83, 1948, S. 119 f. (amshistorica.unibo.it [abgerufen am 15. Januar 2013]).
- Nordisk medicin, Band 25, 1945, S. 164.